# Stellario Baccellieri
 (mai 2010).
Si vous disposez d'ouvrages ou d'articles de référence ou si vous connaissez des sites web de qualité traitant du thème abordé ici, merci de compléter l'article en donnant les références utiles à sa vérifiabilité et en les liant à la section « Notes et références ».
Stellario Baccellieri dit « le peintre du  Caffè Greco » ou « le peintre des cafés », né à Reggio de Calabre, est un peintre italien du XXe siècle.

## Biographie
En 1976, Stellario Baccellieri quitte sa ville natale pour rejoindre la capitale. À Rome, il peint principalement des paysages gorgés de lumière et de mer azur ainsi que des personnages de sa terre d'origine.
Devenu un habitué du caffè Greco de la via Condotti, il fait connaissance et se lie d'amitié avec  Giorgio De Chirico ; ensuite, il gagne rapidement l'estime des personnages de la dolce vita  (« douceur de vivre ») romaine qu'il immortalise sur ses toiles.
Sa vie d'artiste ne se limite pas à Rome, et pour ses œuvres, il aime s'inspirer de l'atmosphère des cafés où les protagonistes sont riches d'émotions et d'états d'âme. À Venise, il  traite des scènes du caffè Florian, à Padoue du caffè Pedrocchi, à Cortina au Bar del Posta, enfin il rejoint Capri fasciné par le fourmillement des visiteurs et de la luminosité du ciel.
Désormais, c'est un artiste connu et affirmé qui peint les portraits de  Federico Fellini, Giulietta Masina, Valentina Cortese, Liz Taylor et Gina Lollobrigida ; Sandro Pertini et les souverains de Suède apprécient ses œuvres alors que le Prince de Galles et Lady Diana le rencontrent à Venise[réf. nécessaire].

## Œuvres
- Valentina Cortese, Venise, 1985
- Interno al Florian, Venise, 1986
- Personaggi al caffè Greco, Rome, 1987
- Caffè Pedrocchi, Padoue, 1988
- La piazzetta, Capri, 1995
- Maternità,  Reggio de Calabre, 1997
- Veduta di Scilla, Scilla, 1998
- Lungomare, Reggio de Calabre, 2002
- Bagnarole, Reggio de Calabre, 2003
- Avventori al bar del Posta, Cortina d'Ampezzo, 2004
- Caffè Florian, Venise, 1984
- Venezia 84, Venise, 1984
- Valentina Cortese a Caffè Florian, Venise, 1984
- Caffè Florian, Venise, 1986
- Caffè Florian, Venise, 1978
- San Giorgio Maggiore, Venise, 1993
- "Processione  della Madonna di Reggio Calabria" 2015

## Sources
- (it) Cet article est partiellement ou en totalité issu de l’article de Wikipédia en italien intitulé « Stellario Baccellieri » (voir la liste des auteurs).